# Самохваловичи (агрогородок)
Самохваловичи (бел. Самахва́лавічы) — агрогородок в Минском районе Минской области Белоруссии. Административный центр Самохваловичского сельсовета. Численность населения — 3047 человек (на 1 января 2023 года).

## Название
Возможные варианты написания: Самахвалавічы, Самохваловичи, Samochwałowicze, Samachvałavičy, Samohvalovichi, Samochwalowicze, Samakhvalaviczy.

## Географическое положение
Самохваловичи расположены вдоль реки Птичь, по шоссе Минск-Слуцк и автодороге, которая объединяет Самохваловичи с городским поселком Негорелое.

## История
Известны с 1582 года как село, центр поместья, в 1791 году рядом действовала и деревня Самохваловичи. С 1793 местечко Самохваловичи — центр волости. В 1815 — 203 жителя, 22 двора, униатская церковь, школа, 2 мельницы. С 1863 года Святодуховная церковь. В 1897 — 527 жителей, 79 дворов. Народное училище, каплица, 2 молитвенные дома, 4 кузни, 15 магазинов, карчма.
В 1924—1931 годы — центр Самохваловичского района, затем — центр сельсовета Минского района. В 1935 году Самохваловичи — местечко (статус утверждён постановлением ЦИК и СНК БССР от 15 июля 1935 года).
С 1957 года в Самохваловичах работают научно-исследовательские институты: РУП «Институт плодоводства», РУП «Институт овощеводства», РУП «Научно-практический центр Национальной академии наук Беларуси по картофелеводству и плодоовощеводству».
На территории также располагаются КУП «Консервплодовощпереработка» и фермерские хозяйства.
До 1971 года за улицей Минской располагалась усадьба Русиновичи (Минская область) и простиралась до механизированного двора усадьбы, а в начале 1970 годов присоединили к Самохваловичам.
До 1999 года занималось сельским хозяйством опытное хозяйство «Русиновичи», которое было расположено в Русиновичи (Минская область). Хозяйство было организовано до войны. Руководил с 1953 до 1973 года Гукайло Михаил Мартынович. В 1999 году хозяйство объединили с РУ ЭОСХП «Восход», которое находится на территории Сеницкого сельсовета.
Самохваловичская средняя школа. В распоряжении школы есть два здания: в одном здании, построенном в 1952 году, расположена начальная школа. Во втором здании, построенном в 1979 году ученики продолжают обучение с 5 по 11 класс.
Государственное учреждение образование «Самохваловичский ясли-сад» функционирует с 1964 года.
Агрометеостанция «Минск» в Самохваловичах работает с 1964 года.
В 2010 году посёлок Самохваловичи преобразован в агрогородок.

## Культура
- Дом культуры
- Музей ГУО "Самохваловичская средняя школа"

## Достопримечательность
- Церковь Святого Духа (новая)
- Воинский мемориал

### Памятник, скульптура
- Памятник В. И. Ленину
- Бюст В. С. Омельянюку перед зданием средней школы
- Стела в честь С. М. Ковалёва

### Утраченное наследие
- Церковь Святого Духа (XVIII в., греко-католическая; сгорел в 1914 году)

## Галерея

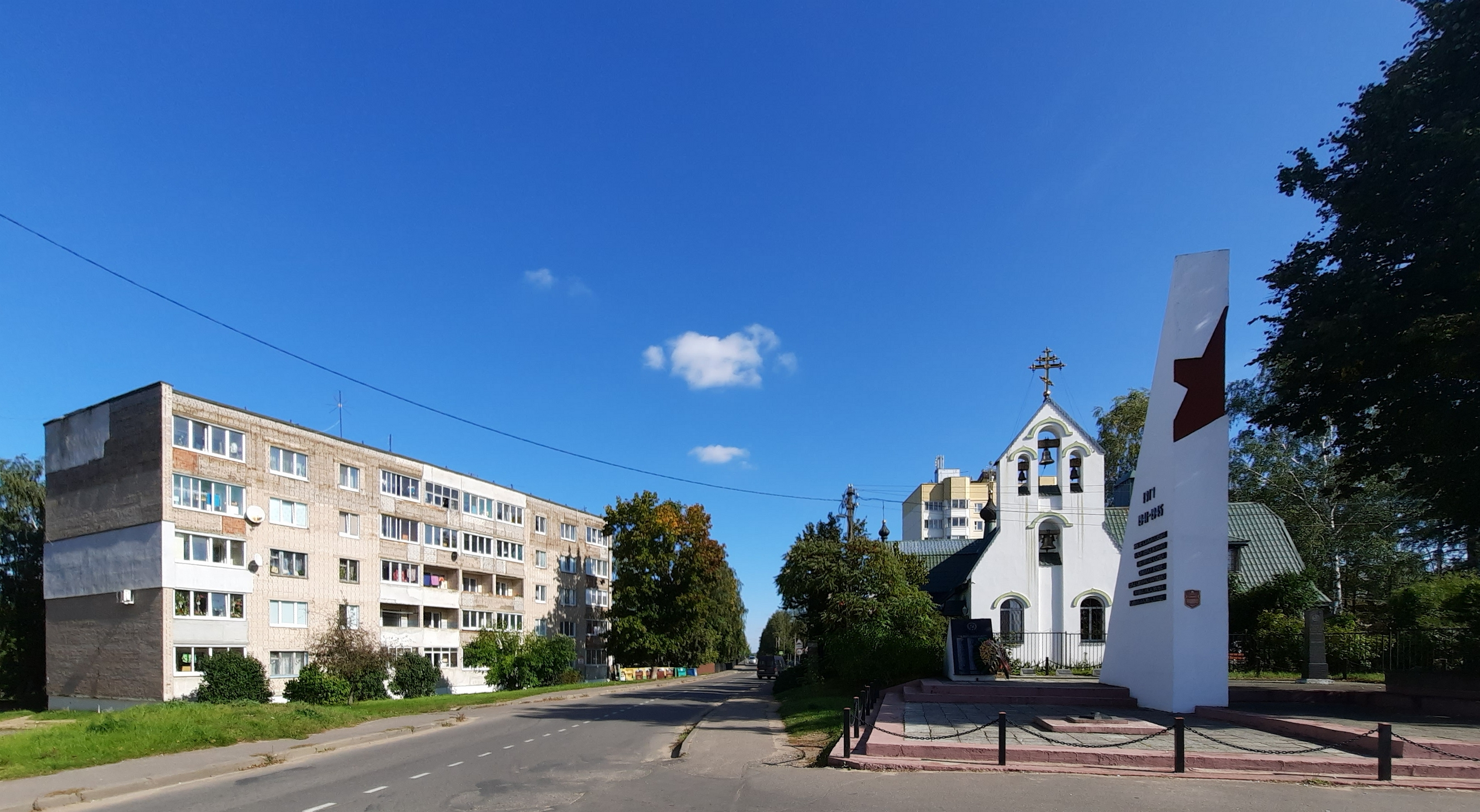
Центр
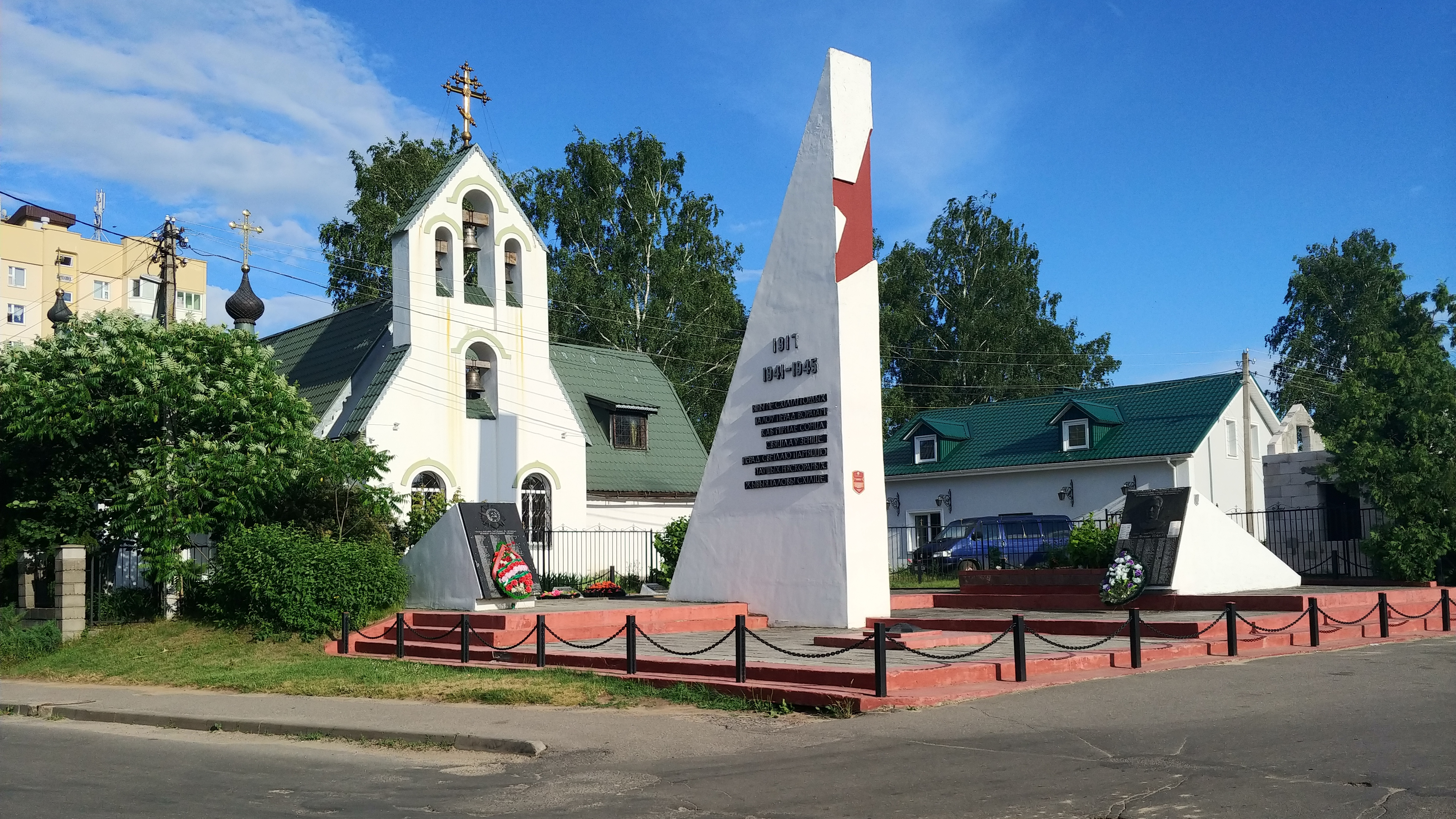
Стела в честь С. М. Ковалёва
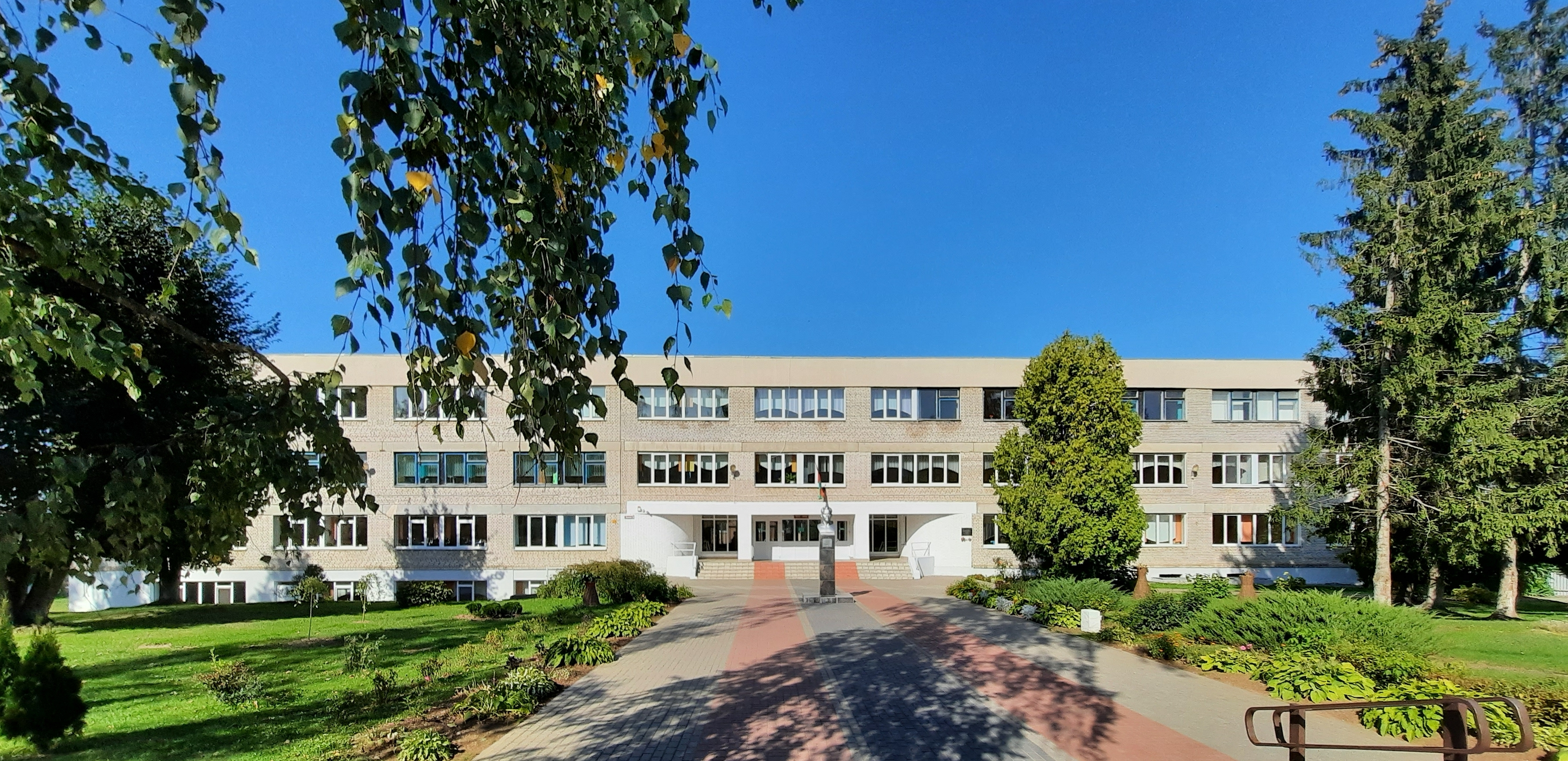
Средняя школа и бюст В. С. Омельянюка перед школой
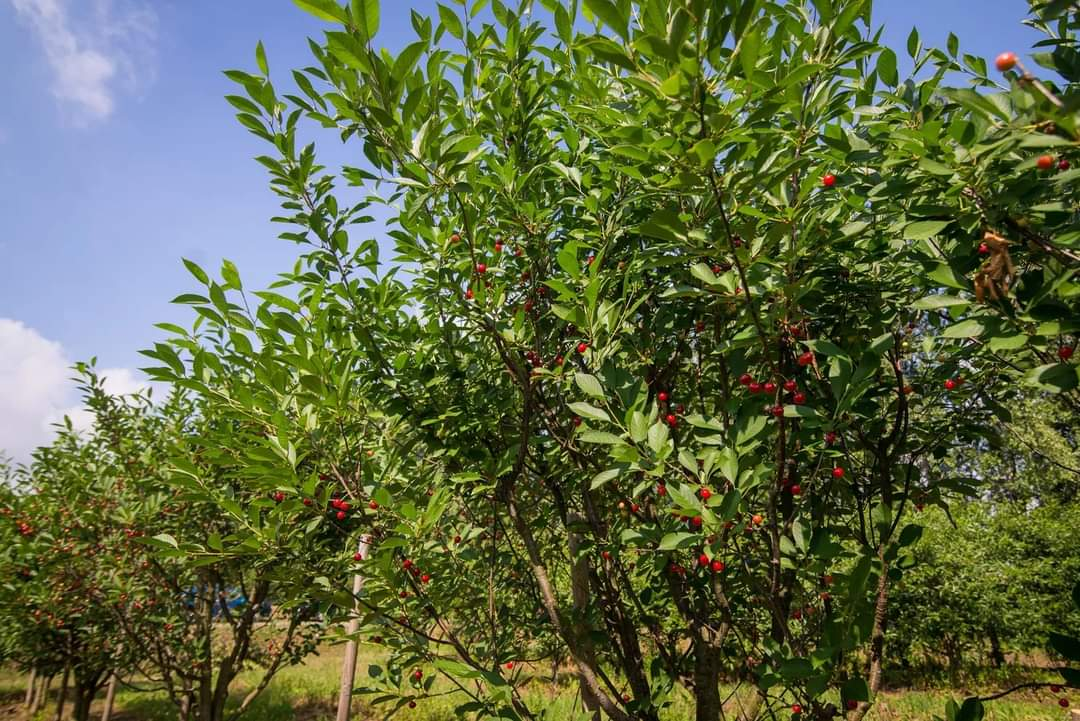
Черешневый сад Института плодоводства
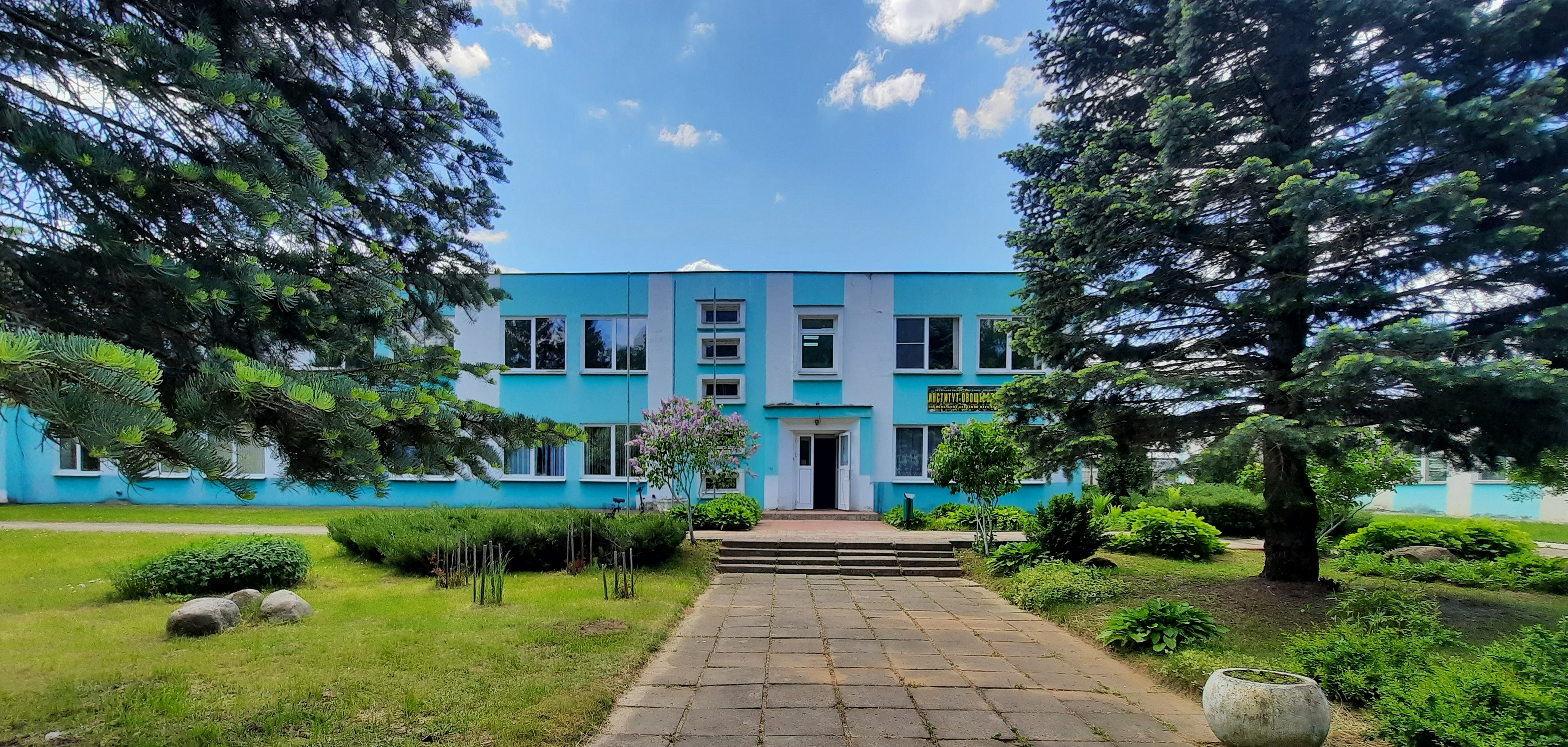
Институт огородничества НАН
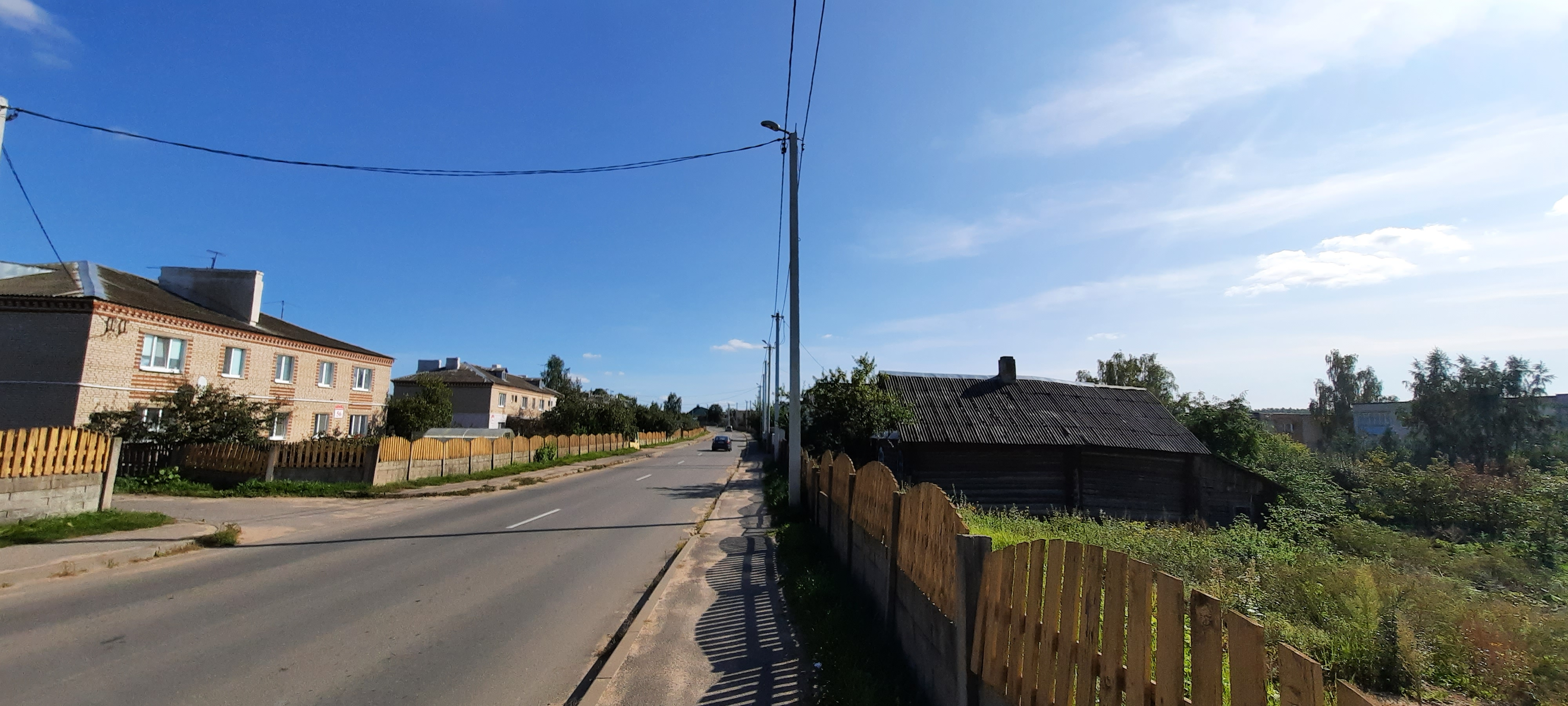